# Jerry Quarry
Jerry Quarry (Bakersfield, 15 de mayo de 1945 – Templeton, 3 de enero de 1999) fue un boxeador profesional estadounidense.
Es un reconocido campeón sin corona, en 1970 fue valorado por la revista The Ring; el boxeador más popular de los Estados Unidos y enfrentó a Muhammad Ali, Joe Frazier, Ken Norton y Floyd Patterson.
Famoso por su mandíbula de acero, enfrentar ferozmente a hombres más altos, emplear una guardia baja, escaso compromiso al entrenamiento y tres intentos de retornos; Quarry desarrolló un caso severo de encefalopatía traumática crónica y murió a los 53 años.

## Biografía
Jerry fue el miembro más importante de una destacada familia boxística de ascendencia irlandesa, que incluía a otros tres boxeadores profesionales (su padre y dos hermanos). Su padre le puso guantes por primera vez a los cinco años y empezó su carrera a una edad muy temprana, ganando sus primeros trofeos a la edad de ocho.
De niño contrajo nefritis, una enfermedad debilitante que lo marginó durante años y su regreso para convertirse en un atleta profesional; fue considerado médicamente notable. Quarry ganó el Campeonato Nacional de Guantes de Oro 1965, a los 19 años y con un peso muy inferior al resto; noqueó a cada uno de sus cinco oponentes.

### Retiro
A los pocos años de su pelea final, Quarry no pudo alimentarse ni vestirse y tuvo que ser cuidado por familiares, principalmente su hermano James, el único de los cuatro hermanos de Quarry que no boxeó profesionalmente.
Fue incluido en el Salón de la Fama del Boxeo Mundial en 1995. La transmisión televisiva del evento lo mostró apenas consciente del homenaje y se hizo internacionalmente conocido que la demencia que sufría era grave.

### Muerte
Quarry fue hospitalizado con neumonía el 28 de diciembre de 1998 y allí sufrió un paro cardiorrespiratorio. Nunca recuperó la conciencia y murió el 3 de enero de 1999 a la edad de 53 años.
Su cuerpo descansa enterrado en el cementerio de Shafter, en su California natal.

## Estilo de lucha
Destacó por un porte menor para un peso pesado: con 1.83 m y 90 kg, hoy impensado para la categoría. No obstante; Quarry tenía una feroz agresividad, no mantenía la guardia alta, confiaba en su mandíbula de acero, contragolpeaba rápido, poseía un excelente gancho de izquierda y una gran capacidad para establecer trampas.
Su estrategia y habilidad, lograron animadas victorias sobre Mac Foster, Ron Lyle, Buster Mathis y Earnie Shavers. El principal defecto fue una tendencia a jugar el juego del oponente en peleas cruciales para su carrera y que podría haberlas ganado con su estrategia, como cuando salió con demasiada precaución ante Frazier.

## Legado
Se estableció una fundación en su honor para luchar contra la demencia relacionada con el boxeo, que se ha llevado la vida de muchos boxeadores a un final temprano.
Quarry fue elogiado por innumerables estrellas del boxeo más jóvenes, como una estrella inspiradora en el deporte; debido a que luchó en lo que se ha llamado la «Edad de Oro del Boxeo de los pesos Pesados». Una época donde el nivel de talento y el interés internacional estuvieron en su pico máximo.
Joe Frazier, en su autobiografía, dijo: «Un hombre muy duro. Podría haber sido un campeón del mundo, pero cortó la meta con demasiada facilidad».
El interés en el boxeo de los pesos pesados ha disminuido en general desde entonces y las razones mencionan: a las lesiones y enfermedades asociadas con los duros golpes. Quarry, Muhammad Ali y otras estrellas del boxeo, son citados regularmente como ejemplos.